# Dubravica
Dubravica  è un comune della Croazia di 1 586 abitanti della Regione di Zagabria.